# Lago di Stramentizzo
Il lago di Stramentizzo (Stramentizzo-Stausee in tedesco) è un lago artificiale situato all'imbocco della val di Fiemme. Il bacino, formato dalla diga di Stramentizzo, trattiene le acque del torrente Avisio. La superficie del lago ricade per poco più di metà nel comune di Castello-Molina di Fiemme (provincia di Trento), e per il resto in quello di Anterivo (provincia di Bolzano).

## Storia
Il lago fu creato nel 1956, tramite la costruzione della diga di Stramentizzo nella forra dei Camini; l'impianto della diga, costruita per lo sfruttamento dell'energia idroelettrica, è legato alla centrale di San Floriano, situata presso Egna in provincia di Bolzano.
Alla sua creazione, l'invaso andò a sommergere il paese di Stramentizzo, da cui il lago prende il nome; il villaggio venne ricostruito poco distante negli anni seguenti. 

## Ambiente
Dalla sua formazione, il lago ha accumulato alcuni problemi di natura ecologica; il bacino è riempito in gran parte con gli scarichi fognari della val di Fiemme e con il materiale trascinato a valle dopo il disastro della Val di Stava, mai asportato.
La fauna ittica del lago include la trota fario, iridea e marmorata (e loro ibridi), il cavedano, la scardola e la sanguinerola.